# 南部政行 (鎌倉時代)
南部 政行（なんぶ まさゆき）は、鎌倉時代中期の武士。南部氏3代当主・南部時実の次男（『続群書類従』）。次郎行長。

## 略歴
南部氏の兄弟として南部政光、宗実、実政、宗継、義元がいた。
子は南部時長、師行、政長。しかし時長については南部義元の季（すえ）という説もあるなど、系譜で差異がある。山梨県南部町の諏訪明神社神官家若林家蔵の「南部氏系図」では、通説では甥にあたる南部祐行を政行の子とした上、祐行から南部祐政・南部政行と続いて南部宗家へ至っている。
また『寛政重修諸家譜』や『祐清私記』によれば、政行は東氏の祖といい、『改正諸家系譜』には東氏を継いだ子として東重行、および孫・東政純の名がある。
政行は工藤氏に婿入りしたという（『陸奥南部一族』）。伝承では、政行の妻は工藤祐親（工藤祐光とも）の娘で南部師行・南部政長をその子としている。ただし、『八戸根城と南部家文書』（小井田幸哉、1986年）によれば、政行の室は南部実継の娘といい、政行との間に南部時長・師行・政長があり、また政行は後室との間に南部資行という子もあったという。のち時長兄弟と資行は祖父・時実の遺領を巡って争いを起こしている。